# Lucius Cornelius Cinna (praetor in 44 v. Chr.)
Lucius Cornelius Cinna (L. Cornelius L. f. L. n. Cinna) was de zoon van de gelijknamige consul van de populares Lucius Cornelius Cinna en broer van Cornelia Cinna, echtgenote van Gaius Julius Caesar.
In 78 v.Chr., toen hij nog zeer jong was vervoegde hij zich bij Marcus Aemilius Lepidus die de constitutie van Lucius Cornelius Sulla wenste teniet te doen. Na diens nederlaag en dood in Sardinië in 77 v.Chr., ging hij samen met Marcus Perperna Vento naar Quintus Sertorius die in Hispania een onafhankelijke senaat gevestigd had (Suet., Caes. 5; Plut., Sert. 15.) Hij was door het pleiten van zijn schoonbroer Gaius Julius Caesar sinds ongeveer 73 v.Chr. terug in Rome, maar kon geen ambt bekleden omdat zijn vader op Sulla's proscriptielijsten had gestaan. Pas nadat Caesar deze wet had opgeheven als dictator, kon Cinna op duidelijk hogere leeftijd dan gebruikelijk praetor worden in 44 v.Chr., hoewel hij intussen ontevreden was over de koers die Caesar voer met de steun van Gaius Julius Caesar. Ondanks zijn familiebanden met Caesar plaatste hij zich in dat jaar aan de kant van de moordenaars van zijn zwager en rechtvaardigde zich in het openbaar voor zijn handelen. Een woedende volksmenigte bracht daarop de tribunus plebis Gaius Helvius Cinna om, die ze verkeerdelijk aanzagen als Lucius Cornelius Cinna (Plut., Brut. 18, Caes. 68; Suet., Caes. 52, 85, &c.; Val. Max., IX 9 § 1.).
Cinna, die eind 44 v.Chr. nog door Cicero vermeld wordt (Philipp. III 10.) - hem prijzend omdat hij geen enkele provincia aannam, hoewel de samenzweerders hem waarschijnlijk ook geen keus lieten - , was met een dochter van Gnaius Pompeius Magnus gehuwd en had met haar een zoon Gnaius Cornelius Cinna Magnus.

## Verder lezen
- H. Bennett, Cinna and his times. A critical and interpretative study of Roman history during the period 87-84 B.C., Chicago, 1923 (www.leistungsschein.de).
- C.M. Bulst, Cinnanum tempus. A reassessment of the Dominatio Cinnae, in Historia: Zeitschrift für alte Geschichte 13 (1964), pp. 307-337.
- M. Lovano, The age of Cinna. Crucible of late republican Rome (Historia Einzelschriften, 158), Stuttgart, 2002. ISBN 3515079483